# Partit Jove (Turquia)
El Partit Jove (turc Genç Parti, GP) és un partit polític de Turquia d'ideologia nacionalista, liberal i secularista. Fou creat pel magnat de les telecomunicacions Cem Uzan, propietari de Star TV i del diari Star, tres mesos abans de les eleccions legislatives turques de 2002, en les quals va obtenir el 7,5% dels vots i cap escó sota les sigles del Yeniden Doğuş Partisi (Partit del Renaixement, YDP).
Després de les eleccions de 2002 la TMSF va assumir la titularitat de les seves empreses i després les va vendre. Això es considerà com un intent de l'actual legislatura de destruir el Partit Jove i aturar la carrera de Cem Uzan. A les eleccions legislatives turques de 2007 només va obtenir el 3,03% dels vots i cap dels seus candidats no fou elegit com a membre de la Gran Assemblea Nacional de Turquia. Quan es compara amb les eleccions de 2002, aquest resultat significa una pèrdua de 4,22% dels vots.